# Pheleuscelus subimpressus
Pheleuscelus subimpressus es una especie de coleóptero de la familia Attelabidae.

## Distribución geográfica
Habita en Brasil y Perú.